# 大城勝
大城 勝（おおしろ まさる）は、日本の男性アニメーターである。カウンタック出身。『世界名作劇場』や『映画ドラえもん』シリーズなどで作画を手掛ける。同業者の大城勉は実弟。

## 経歴
1980年代末、『グリム名作劇場』『新グリム名作劇場』などで頭角を現す。
1990年の『私のあしながおじさん』から「世界名作劇場」シリーズに参加。1996年の『家なき子レミ』まで、一貫して同シリーズの作画の主力として活躍した。
2000年代からは子供向けアニメに関わることが多く、『ドラえもん』や『クレヨンしんちゃん』の劇場版にたびたび参加する。その他『セキレイ』『鋼の錬金術師 FULLMETAL ALCHEMIST』などティーン向け作品にも参加している。

## 参加作品

### テレビシリーズ
- 宇宙船サジタリウス（1986年 - 1987年、原画）
- グリム名作劇場（1987年 - 1988年、作画監督）
- 新グリム名作劇場（1988年 - 1989年、作画監督）
- 世界名作劇場
  - 私のあしながおじさん（1990年、作画監督）
  - トラップ一家物語（1991年、作画監督[1]）
  - 大草原の小さな天使 ブッシュベイビー（1992年、原画）
  - 若草物語 ナンとジョー先生（1993年、原画）
  - 七つの海のティコ（1994年、作画監督・原画）
  - ロミオの青い空（1995年、作画監督・原画、レイアウト）
  - 名犬ラッシー（1996、作画監督）
  - 家なき子レミ（1996年 - 1997年、キャラクターデザイン・作画監督）
- おにいさまへ…（1991年 - 1992年、原画）
- 伝説の勇者ダ・ガーン（1992年 - 1993年、原画）
- ヤダモン（1992年 - 1993年、原画）
- 名探偵コナン（1996年 - 、原画）
- 超魔神英雄伝ワタル（1997年 - 1998年、原画）
- TRIGUN（1998年、原画）
- MASTERキートン（1998年 - 1999年、原画）
- 今、そこにいる僕（1999年 - 2000年、原画）
- うちゅう人 田中太郎（2000年 - 2001年、キャラクターデザイン・作画監督）
- 地球防衛家族（2001年、原画）
- 高橋留美子劇場 人魚の森（2003年、原画）
- サブマリン707R（2003年、原画）
- MAJOR 1st season（2004年、キャラクターデザイン・総作画監督）
- ドラえもん（2005年 - 、原画）
- かしまし 〜ガール・ミーツ・ガール〜（2006年、作画監督・原画）
- 吉永さん家のガーゴイル（2006年、原画）
- くじびきアンバランス 2期（2006年、原画）
- エル・カザド（2007年、原画）
- THE SKULLMAN（2007年、原画）
- 爆丸バトルブローラーズ（2007年、原画）
- 魔法少女リリカルなのはStrikerS（2007年、作画監督・原画）
- ケンコー全裸系水泳部 ウミショー（2007年、原画）
- Myself ; Yourself（2007年、原画）
- シュガーバニーズ ショコラ!（2008年、作画監督）
- 狂乱家族日記（2008年、作画監督・原画）
- セキレイ（2008年、作画監督）
- 鋼の錬金術師 FULLMETAL ALCHEMIST（2009年 - 2010年、作画監督）
- NO.6（2011年、作画監督）
- 絶園のテンペスト（2012年、総作画監督・作画監督・レイアウト作画監督補佐・原画）
- 宇宙戦艦ヤマト2199（2013年、原画）
- 棺姫のチャイカ（2014年、作画監督・原画）
- SHOW BY ROCK!!（2015年、キャラクターデザイン・作画監督・総作画監督）
- SHOW BY ROCK!! しょ〜と!!（2016年、キャラクターデザイン）
- SHOW BY ROCK!!#（2016年、キャラクターデザイン・作画監督）
- 王様ランキング（2021年、メインアニメーター、作画監督[2]）
- 王様ランキング 勇気の宝箱（2023年、原画）
- 真・侍伝YAIBA（2025年、作画監督、原画）

### OVA
- 華星夜曲（1989年、原画）
- デトロイト・メタル・シティ（2008年、原画）
- カーニバル・ファンタズム（2011年、原画）

### 劇場アニメ
- ドラえもん映画作品シリーズ
  - ドラえもん のび太の太陽王伝説（2000年、原画）
  - がんばれ!ジャイアン!!（2001年、原画）
  - ぼくの生まれた日（2002年、原画）
  - ドラえもん のび太とふしぎ風使い（2003年、原画）
  - ドラえもん のび太のワンニャン時空伝（2004年、原画）
  - 映画ドラえもん のび太の恐竜2006（2006年、原画）
  - 映画ドラえもん のび太の新魔界大冒険 〜7人の魔法使い〜（2007年、原画）
  - 映画ドラえもん のび太と緑の巨人伝（2008年、原画）
  - 映画ドラえもん 新・のび太の宇宙開拓史（2009年、原画）
  - 映画ドラえもん のび太の人魚大海戦（2010年、原画）
  - 映画ドラえもん 新・のび太と鉄人兵団 〜はばたけ 天使たち〜（2011年、原画）
  - 映画ドラえもん のび太と奇跡の島 〜アニマル アドベンチャー〜（2012年、キャラクターデザイン、作画監督）
  - 映画ドラえもん 新・のび太の大魔境 〜ペコと5人の探検隊〜（2014年、総作画監督、原画）
  - 映画ドラえもん 新・のび太の日本誕生（2016年、作画監督、原画）
  - 映画ドラえもん のび太の宝島（2018年、作画監督）
  - 映画ドラえもん のび太の月面探査記（2019年、作画監督）
  - 映画ドラえもん のび太の新恐竜（2020年、原画）
  - 映画ドラえもん のび太の宇宙小戦争 2021（2022年、作画監督）
  - 映画ドラえもん のび太の地球交響楽（2024年、原画）
- 名探偵コナンシリーズ
  - 名探偵コナン 瞳の中の暗殺者（2000年、原画）
  - 名探偵コナン 天国へのカウントダウン（2001年、原画）
  - 名探偵コナン ベイカー街の亡霊（2002年、原画）
- 千と千尋の神隠し（2001年、原画）
- めいとこねこバス（2002年、原画）
- クレヨンしんちゃんシリーズ
  - クレヨンしんちゃん 伝説を呼ぶ 踊れ!アミーゴ!（2006年、原画）
  - クレヨンしんちゃん 嵐を呼ぶ 歌うケツだけ爆弾!（2007年、原画）
- 鉄コン筋クリート（2006年、原画）
- 秒速5センチメートル（2007年、原画）
- 河童のクゥと夏休み（2007年、原画）
- おまえ うまそうだな（2010年、原画）
- 星を追う子ども（2011年、原画）
- 鋼の錬金術師 嘆きの丘の聖なる星（2011年、作画監督・原画）
- 未来のミライ（2018年、原画）
- 窓ぎわのトットちゃん（2023年、作画監督）